# 凱莉·奧斯本
凱莉·李·奧斯本（1984年10月27日—），英國女歌手、演員、作家、電視主持人、模特兒和時裝設計師。她是著名歌手奧齊·奧斯本和電視主持人莎朗·奧斯本的女兒。奧斯本時常參加電視節目的演出，較知名的是和她的家人一同參演真人電視秀《奧茲家庭秀》（2002年至2005年），其他節目如《好萊塢時尚潮流》（2010年至2015年）及《與星共舞》第九季（2009年）。此外，2014年至2016年間，奧斯本也在迪士尼XD電視動畫《七寶》中為海蒂·歌德一角配音。

## 早期生活
凱莉·奧斯本出生於倫敦西敏市。父母為著名歌手奧齊·奧斯本和電視主持人莎朗·奧斯本，姊姊艾美和弟弟傑克都是演員；由於父親第一次的婚姻而使她有著兩名半兄弟姊妹，分別是潔西卡·哈柏（Jessica Hobbs）和路易斯·約翰·奧斯本（Louis John Osbourne）。此外，她還有一名「被領養」的兄弟羅伯特·馬爾卡托（Robert Marcato），他是奧齊和莎朗在馬爾卡托的母親去世後所領養。凱莉從小就和父親一起旅行和長大，且在美國和英國住過的房子共多達二十間。

## 外部連結
- 凱莉·奧斯本在互联网电影资料库（IMDb）上的資料（英文）
- 凱莉·奧斯本的X（前Twitter）
- 凱莉·奧斯本的Instagram帳戶
- 凱莉·奧斯本的Facebook專頁